# LinnDrum
De LinnDrum is een door Linn Electronics ontworpen drumcomputer, bedacht en ontwikkeld door Roger Linn. Het instrument werd geproduceerd van 1982 tot 1985.

## Mogelijkheden
De LinnDrum bevat vijftien samples, bemonsterd op 8 bit van 28 tot 35 kHz, van diverse drumklanken zoals een bass drum, kleine trom, hihat, conga, koebel en crashbekken. Het apparaat bevat een ingebouwde sequencer voor het programmeren van drumpatronen. Er zijn 42 ingebouwde ritmes en er is geheugen voor 56 gebruikerspatronen. Ook is er een mixer met individuele uitgangen per klank.
De LinnDrum is de tweede drumcomputer van Linn Electronics en bevat samples van hogere kwaliteit met meer mogelijkheden dan zijn voorganger de Linn LM-1. Zo werd een crash- en ridebekken toegevoegd, zijn er vijf ingangen voor drumpads, en is de chip met klanken uitwisselbaar.

## Gebruik
De LinnDrum is te horen op vele albums uit de jaren 80 en is onder meer gebruikt door artiesten als Frankie Goes to Hollywood, A-ha, Harold Faltermeyer, Tears for Fears, Deniece Williams, Madonna, Sting, Jean-Michel Jarre, George Michael, Jan Hammer,  Peter Gabriel en Prince.